# مرادآباد (سرباز)
مرادآباد روستایی در دهستان مینان بخش مینان شهرستان سرباز استان سیستان و بلوچستان ایران است.

## جمعیت
بر پایه سرشماری عمومی نفوس و مسکن در سال ۱۳۹۵ جمعیت این روستا ۴۳ نفر (۱۶خانوار) بوده‌است.